# گمینا گوزد
گمینا گوزد (به لهستانی:  Gmina Gózd) یک گمینا در لهستان است که در شهرستان رادوم واقع شده‌است. گمینا گوزد ۷۷٫۷۶ کیلومتر مربع مساحت و ۸٬۰۵۲ نفر جمعیت دارد.